# Chafika Bensaoula
Pour les articles homonymes, voir Bensaoula.
Chafika Bensaoula (en arabe : شافيقة بن صاولة), est une juriste algérienne qui est  élue à la Cour africaine des droits de l'homme et des peuples pour un mandat de six ans en 2017.

## Biographie

### Enfance
Madame Bensaoula est née en Algérie et est docteure en droit public .

### Carrière
Mme Bensaoula est juge à la Chambre des affaires criminelles et à la Cour d'appel d'Algérie. Elle est chargée de cours à l'École Nationale de la Magistrature d'Algérie. Elle est directrice du Département des études et de la documentation juridiques au ministère de la Justice. En avril 2016, elle est nommée à l'Organe international de contrôle des stupéfiants. Elle siège au conseil d'administration de l'Institut international pour la justice et l'état de droit.
Mme Bensaoula est élue à la Cour africaine lors de la réunion de l'Union africaine à Addis-Abeba en janvier 2017,,, aux côtés de la malawite Tujilane Chizumila. Les deux ont prêté serment le 6 mars, portant pour la première fois le nombre de femmes à la cour à cinq sur onze juges  et remplissant l'exigence de parité hommes-femmes du protocole portant création de la cour.